# Пентафторонептунат лития
Пентафторонептуна́т ли́тия (пентафтори́д ли́тия-непту́ния) — неорганическое соединение, комплексная соль лития, нептуния и плавиковой кислоты с формулой Li[NpF5] (иногда записывается как LiF·NpF4). В нормальных условиях — зелёные кристаллы. Молекулярная масса 338,93 а. е. м.

## Получение
Соединение получают растворением нептуния в растворе LiClO4·3H2O (в  эквимолярном количестве) в слабой соляной кислоте, выпариванием и последующей обработкой осадка на сапфировой подложке в никелевом реакторе смесью водорода и фтороводорода в течение 16 часов при 300°C и давлении около 0,4 бар.

## Физические свойства
Пентафторонептунат лития образует кристаллы тетрагональной сингонии, пространственная группа I41/a, параметры ячейки a = 1,480(2) нм, c = 0,6516(5) нм, Z = 16; объём элементарной ячейки 89,2 Å3. Кристаллографическая плотность 6,31 г/см3. Размеры и объём ячейки соответствуют общей убывающей (в связи с актиноидным сжатием) последовательности в тетрагональных кристаллах Li[ThF5], Li[PaF5], Li[UF5], Li[NpF5], Li[PuF5], Li[AmF5] и Li[CmF5].